# Giovanni Paolo Calori Stremiti
Giovanni Paolo Calori Stremiti (Modena, 3 gennaio 1769 – Mantova, 8 marzo 1809) è stato un militare italiano.

## Biografia
Di origini nobili modenesi, nacque dal marchese Giovanni Filippo e dalla marchesa Marianna Marliani.
Nel 1787 intraprese la carriera delle armi al servizio del duca di Modena Ercole III d'Este, compiendo altresì gli studi di ingegneria.
Dopo l'arrivo delle truppe napoleoniche in Italia, nell'autunno 1796 entrò a far parte della Legione Cispadana col grado di capo-battaglione, ottenendo l'apprezzamento di Napoleone Bonaparte che gli affidò lavori di fortificazione e installazione di artiglierie nella fortezza e nel porto di Ancona.
Il 18 luglio 1797 fu promosso capo-brigata. Divenuto aiutante generale il 10 gennaio 1798, partecipò alla battaglia della Trebbia, dove fu ferito alla gamba sinistra.
Divenuto generale di brigata, Il 20 ottobre  1800 gli fu affidato il comando in capo di tutta l'artiglieria della Repubblica Cisalpina. Nella successiva Repubblica Italiana fu ispettore generale della stessa arma di artiglieria, incarico che pure mantenne nel Regno d'Italia. Divenuto comandante della fortezza di Mantova il nobile modenese vi morì, a soli quarant’anni, l'8 marzo 1809. Aveva comunque potuto fregiarsi del titolo napoleonico della Corona di ferro, di cui fu insignito nel 1806. Al momento della morte era in corso la pratica per l'attribuzione della Legion d'onore.
Un dipinto con il ritratto del generale Calori Stremiti è conservato presso la Galleria Estense di Modena. Vi è raffigurato il generale in uniforme mentre stringe tra le mani la lettera con la nomina a generale di brigata.